# Rákóczi Erzsébet (1588–1604)
Felsővadászi Rákóczi Erzsébet (1588 – 1604) Rákóczi Zsigmond erdélyi fejedelem és Alaghy Békény Judit leánya, I. Rákóczi György nővére.

## Élete
Már kisgyermekként félárvaságra jutott. Mostohaanyja előbb Gerendi Anna, majd ennek korai halála után, 1596-tól Thelegdy Borbála volt. A katolikus asszony jó anyja lett Erzsébetnek és a három, Gerendi Annától született Rákóczi-fiúnak. Erzsébetet 1602. május 12-én feleségül adták Homonnai Drugeth Bálinthoz, aki Homonnai Drugeth Istvánnak, Rákóczi Zsigmond harcostársának volt a fia. Egy fiuk született, aki apai nagyapja után az István nevet kapta, és akit 1607. július 19-én tett végrendeletében anyai nagyapja, Rákóczi Zsigmond is említ. Erzsébet az esküvő után két évvel meghalt. Homonnai a második házasságát Bocskai István fejedelem unokahúgával, palocsai Horváth Krisztinával kötötte. Bocskai végrendeletében Homonnait jelölte utódául, az erdélyi rendek azonban Homonnai ellenében apósát, Rákóczi Zsigmondot választották fejedelemmé 1607-ben. A két család közötti kapcsolat megromlása tehát Erzsébet korai halálával és a fejedelmi trón körüli harcokkal egyaránt magyarázható.